# Gran Levantamiento Prusiano

Tribus bálticas y clanes prusianos alrededor del año 1200.

El Gran Levantamiento Prusiano fue la mayor de las revueltas protagonizadas por los antiguos prusianos, una tribu báltica, contra los Caballeros Teutónicos en el marco de las Cruzadas del Norte. Las órdenes militares cruzadas, apoyadas por el papa y la Europa cristiana, pretendían conquistar y convertir a los prusianos paganos.

## Antecedentes
Aunque los prusianos repelieron las primeras incursiones de la Orden de Dobrin, pronto se vieron superados por los ataques polacos y rusos desde el sureste y por los Caballeros Teutónicos desde el oeste. En 1226, Conrado I de Mazovia había solicitado la ayuda de la Orden Teutónica en su lucha contra los prusianos, ofreciéndoles la tierra de Chełmno o Kulmerland como base. Su primera acción fue construir una base en la ribera izquierda del río Vístula en Volgesang, frente a Toruń (Thorn), que concluyeron al cabo de un año. Dirigidos por Hermann Balk, los caballeros no repitieron los errores de anteriores ocasiones y no intentaron avanzar hacia el este a través de los bosques. Construyeron más castillos a lo largo de los ríos principales y de la laguna del Vístula. Para los prusianos esto suponía grandes dificultades, ya que estaban más habituados a la lucha en campo abierto. La mayoría de los enfrentamientos tuvieron lugar en verano o invierno, puesto que los cruzados, con sus pesados equipos, no podían moverse en el terreno embarrado por el deshielo o las lluvias de otoño. La estrategia surtió efecto: en diez años, las órdenes sometieron a cinco de los siete mayores clanes prusianos. No obstante, los prusianos continuaron rebelándose contra los conquistadores y se alzaron hasta cinco veces en los siguientes cincuenta años.
En 1242, se produjo el primer levantamiento prusiano, dirigido por Swietopelk II, duque de Pomerania. Los prusianos consiguieron varias victorias y redujeron la presencia teutónica a sus cinco principales fortalezas. Tras el éxito inicial, el duque sufrió empero una serie de derrotas militares que le obligaron a firmar la paz con los caballeros teutónicos. Sin apoyo del duque, los prusianos pronto entablaron negociaciones con la Orden Teutónica, que concluyeron con la firma del Tratado de Christburg, el 7 de febrero de 1249. Según este acuerdo, se garantizaba la libertad personal y los derechos de los conversos y se ponía fin a la guerra. Sin embargo, en noviembre de ese mismo año, los natangianos derrotaron a los cruzados teutones en la batalla de Krücken y las escaramuzas prosiguieron hasta 1253.

## El alzamiento

Mapa de los clanes prusianos en el.

### Preparativos y tácticas
No obstante, la revuelta más importante comenzó en septiembre de 1260. El factor desencadenante fue la victoria de lituanos y samogitas contra la Orden Livonia y los caballeros teutónicos en la batalla de Durbe. A medida que el levantamiento se extendía por tierras prusianas, cada clan escogió a un cabecilla: los sambianos fueron encabezados por Glande, los natangianos por Herkus Monte, los bartianos por Diwanus, los warmianos por Glappo y los pogesanios por Auktume. Por su parte, los pomesanios decidieron no unirse a la rebelión. El levantamiento fue apoyado también por Skomantas, caudillo de los yotvingios (o sudovios). Sin embargo, no pudieron encontrar un caudillo capaz de coordinar a todas las fuerzas. Herkus Monte, que se había educado en Alemania, se convirtió en el más conocido y exitoso de todos los jefes, pero solamente tenía el mando de sus natangianos.
Los prusianos pusieron sitio a los castillos construidos por los Caballeros y no pudieron enviar grandes ejércitos al oeste. Desconocedores de los métodos de asedio de la Europa occidental, confiaban en la construcción de fuertes alrededor de las fortalezas teutonas para cortar los suministros a las guarniciones. Los caballeros teutónicos no podían reunir grandes ejércitos que les permitieran abastecer las guarniciones sitiadas, y los castillos más pequeños comenzaron a caer. Lo más habitual era que estos castillos fueran destruidos, y los prusianos ocuparon solo algunos de ellos, como el de Heilsberg, ya que carecían de la tecnología necesaria para defender las fortalezas conquistadas y de la logística para mantener abastecidas todas las guarniciones. El 29 de agosto de 1261, Jacob de Lüttich, que había negociado el Tratado de Christburg, fue elegido papa con el nombre de Urbano IV. Buen conocedor de los acontecimientos en Prusia, apoyó decididamente a los Caballeros Teutónicos y emitió veintidós bulas en tres años solicitando refuerzos para los caballeros. No obstante, los refuerzos tardaban en llegar, dado que los duques de Polonia y Alemania tenían sus propios problemas y la Orden Livonia estaba sofocando el levantamiento de los semigalianos.

### Primeros éxitos prusianos
| Cronología de la conquista teutona. | Cronología de la conquista teutona. |
| Años                                | Clan prusiano                       |
| ----------------------------------- | ----------------------------------- |
| 1233-1237                           | Pomesanios                          |
| 1237                                | Pogesanios                          |
| 1238-1241                           | Warmianos, natangianos, bartianos   |
| 1252-1257                           | Sambianos                           |
| 1274-1275                           | Nadruvianos                         |

Los primeros refuerzos llegaron por fin a principios de 1261, pero fueron derrotados el 21 de enero de ese año por Herkus Monte en la batalla de Pokarwis. En enero de 1262 llegaron nuevas tropas procedentes de Renania encabezadas por Wilhelm VIII, duque de Jülich, que estaba obligado por el papa Alejandro IV a cumplir sus compromisos con las cruzadas en Prusia. Este ejército consiguió romper el Asedio de Königsberg pero, tan pronto como inició su regreso, los sambianos reanudaron el sitio, reforzados con los natangianos de Herkus Monte. Herkus resultó herido y los natangianos se retiraron; los sambianos fueron incapaces por sí mismos de cortar efectivamente todos los abastecimientos al castillo, lo que llevó al fracaso del sitio. Los prusianos tuvieron más suerte en las zonas más interiores de su territorio, donde pudieron recuperar casi todas las fortalezas, con la excepción de Wehlau, actual Znamensk), y los Caballeros únicamente pudieron mantener las fortalezas de Balga, Elbing, Culm, Thorn (Chełmno, Toruń) y Königsberg. La mayoría de los castillos fueron conquistados entre 1262 y 1263 y Bartenstein cayó finalmente en 1264. La destrucción de estos castillos tras los asedios liberaba a los prusianos de la necesidad de permanecer cerca de las fortalezas y les dejaba libertad para operar en otras partes de Prusia, asolando Kulmerland y Cuyavia.
En 1263, un recuperado Herkus Monte asaltó Kulmerland con un gran ejército e hizo muchos prisioneros. Cuando regresaba a Natangia, sus enemigos les salieron al paso y se libró la batalla de Löbau. Los prusianos consiguieron matar a cuarenta caballeros, incluyendo al maestre y al mariscal.
Durante esta fase de la guerra, los prusianos recibieron ayuda lituana y sudoviana. En el verano de 1262, Treniota y Shvarn atacaron Mazovia, matando al duque Siemowit I y asolando Kulmerland, logrando que los pogesanios se unieran al levantamiento. Sin embargo, el asesinato de Mindaugas y las luchas dinásticas que le siguieron apartaron a los lituanos de la campaña. Skalmantas, caudillo de los sudovianos, asaltó Culm (Chełmno) en 1263 y en 1265.

### Punto de inflexión

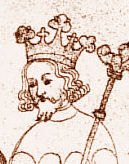
El rey Ottokar II de Bohemia participó en la Cruzada Prusiana en dos ocasiones: en 1254, cuando fundó Königsberg, nombrada así en su honor, y en 1267, cuando colaboró a sofocar el Gran Levantamiento Prusiano.

El año 1265 marca el punto de inflexión del alzamiento: los Caballeros Teutónicos comienzan a recibir mayores refuerzos y Sambia abandona la lucha. Los castillos de Königsberg y Wehlau, en el río Pregel, cortaban las comunicaciones de la región con el resto de Prusia. Los suministros a Königsberg llegaban por vía marítima, y el castillo servía como base de operaciones para expediciones militares en Sambia. La Orden Livonia envió refuerzos a Königsberg, gracias a los que se pudo derrotar militarmente a los sambianos y obligarlos a rendirse. En 1265, nuevos refuerzos llegan desde Alemania: los ejércitos del duque Alberto de Brunswick y de Alberto II, margrave de Meissen, llegaron a Prusia, pero no fueron capaces de hacer grandes avances. En 1266, Otón III y Juan I, margraves de Brandeburgo, construyeron un castillo en tierras natangianas entre Balga y Königsberg y le llamaron Brandeburgo (desde 1945 Ushakovo), aunque el mal tiempo les impidió adentrarse en territorio prusiano.
Cuando los duques regresaron a Alemania, Brandeburgo fue capturado por los warmianos de Glappe y al año siguiente Otón III volvió para reconstruir la fortaleza. Sin embargo, Juan y Otón murieron en 1267, y el hijo de este resultó muerto en un torneo. Los sucesores de los duques de Brandeburgo no eran partidarios tan acérrimos de los Caballeros. En 1266 falleció el duque Swantopolk, que había encabezado a los prusianos durante el Primer Levantamiento, y sus hijos Mściwój (Mestwin) y Warcisław se unieron por un tiempo a los prusianos. En 1267, Ottokar II de Bohemia, que ya había participado en la Cruzada Prusiana de 1254 y que había prometido a Urbano IV todo el territorio prusiano que pudiera conquistar, llegó finalmente a Prusia. Pero lo único que consiguió fue reconciliar al duque Mestwin con los Caballeros. Su gran ejército no pudo realizar ninguna campaña, debido a que el deshielo tuvo lugar muy pronto ese año y los pesados caballeros eran incapaces de luchar en medio del terreno fangoso e inundado.
La guerra contra los prusianos se basaba en el empleo de tácticas de guerrilla en las regiones fronterizas. Pequeños grupos formados por doce a cien hombres asaltaban granjas, pueblos y puestos fronterizos, etc. Era una guerra posicional, donde ningún bando podía derrotar al otro, pero los Caballeros confiaban en la llegada de futuros refuerzos desde Alemania y Europa, en tanto que los prusianos estaban consumiendo sus propios recursos. Tras la masacre de soldados teutónicos que siguió a la batalla de Krücken de 1249, los cruzados se negaron a negociar con los prusianos. Estos fueron incapaces de coordinar sus fuerzas y aplicar una estrategia común: mientras cada clan tuviera su propio jefe, no habría un jefe común para todos los clanes. Los natangianos tenían que defenderse de ataques lanzados desde Balga, Brandeburgo, Wehlau y Königsberg, al tiempo que los warmianos se veían amenazados por las guarniciones de Christburg y Elbing. En esta tesitura, tan solo los bartianos tenían capacidad para proseguir la guerra en el oeste, realizando expediciones anuales contra Kulmerland.

### Fin del levantamiento

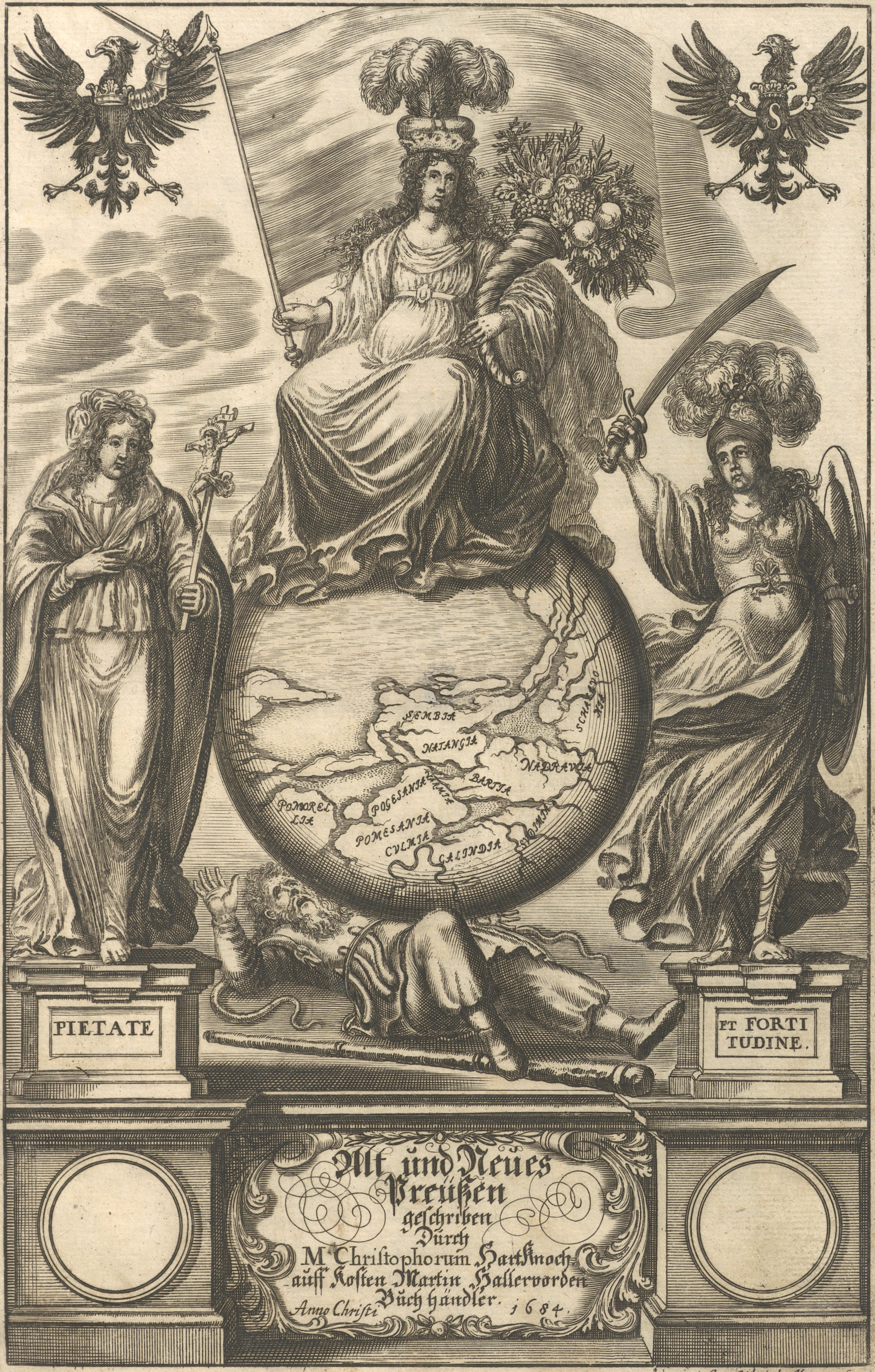
Ilustración del del triunfo teutónico en Prusia: un prusiano es aplastado por los victoriosos Caballeros Teutónicos (Christoph Hartknoch, 1684).

La mayor ofensiva prusiana fue organizada en 1271 junto con Linka, jefe de los pogesanios. La infantería bartiana y los pogesanios pusieron sitio a un castillo fronterizo pero fueron puestos en fuga por los caballeros de Christburg. Los que lograron escapar se unieron a la caballería, mientras que los caballeros establecían su campamento en la ribera opuesta del río Dzierzgoń, bloqueando el paso a sus hogares. Cuando los Cristianos se retiraron al caer la noche, una mitad del ejército prusiano cruzó el río a cierta distancia del campamento para atacar a los teutones desde la retaguardia, al tiempo que la otra mitad lanzaba un ataque frontal. Los Caballeros se vieron cercados. La batalla de Paganstin significó la muerte de doce caballeros y quinientos hombres. Los prusianos asaltaron Christburg de inmediato y a punto estuvieron de conquistarlo. Pero mientras se dedicaban a saquear los alrededores, llegaron refuerzos de la caballería teutona desde Elbing, que se cebaron en la infantería prusiana, aunque su caballería pudo escapar. Pese a estas pérdidas, Diwane se recuperó rápidamente y bloqueó los caminos de entrada a Christburg, tratando de rendir el castillo por hambre, pero resultó muerto en 1273 durante el sitio del pequeño puesto de Schönsee.
Durante el invierno de 1271-1272 llegaron nuevos refuerzos desde Meissen, al mando del conde Dietrich II, Margrave de Meissen. El ejército invadió Natangia y, tras algunas operaciones de sitio, acabó con la resistencia local, diezmando la población. Herkus Monte, con un pequeño grupo de seguidores, se retiró a los bosques del sur de Prusia, donde fue hecho prisionero al cabo de un año y ahorcado. El último caudillo prusiano, Glappe de los warmianos, fue capturado y ahorcado después de que los Caballeros Teutónicos le atacaran por la retaguardia cuando estaba sitiando Brandeburgo. La última tribu rebelde, los pogesanios, lanzaron un ataque sorpresa contra Elbing y tendieron una emboscada a la guarnición del castillo. En 1274, los Caballeros organizaron una gran expedición en represalia por esta acción y conquistaron la base principal de los rebeldes en Heilsberg (desde 1945 Lidzbark Warmiński), poniendo fin de este modo al levantamiento.
Los Caballeros procedieron entonces a reconstruir y reforzar los castillos destruidos por los prusianos. Una parte de la población buscó refugio en Sudovia o en Lituania, o fue reubicada por los Caballeros. Muchos campesinos libres pasaron ahora al estado de siervos. Los nobles locales tuvieron que convertirse y entregar rehenes, y solo unos pocos pudieron conservar su estatus nobiliario. Entre 1274 y 1283, los Caballeros teutónicos sometieron a los escalvianos, nadruvianos, yotvingios o sudovios.

## Consecuencias

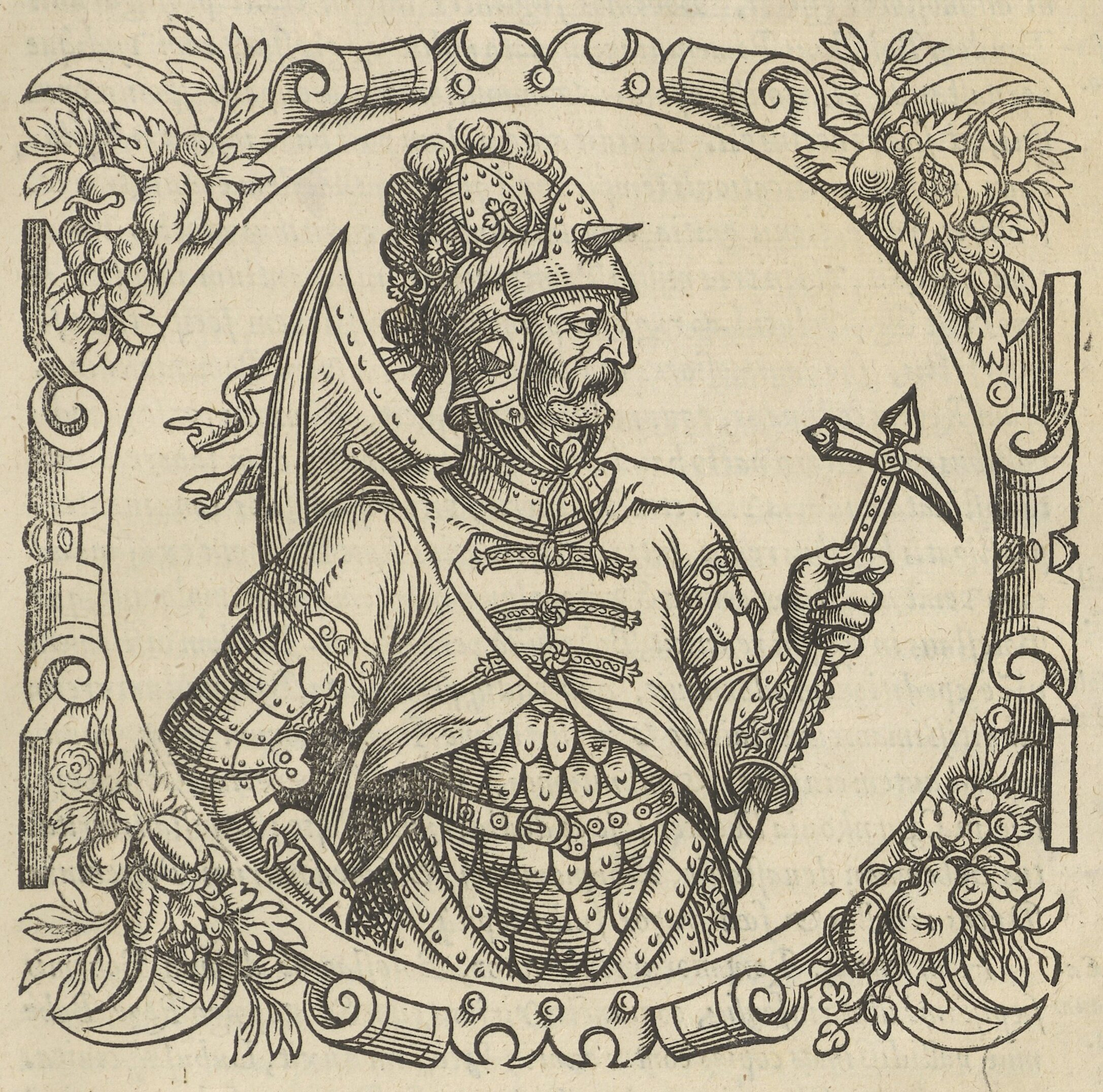
El gran duque Vitenis, que colaboró con los prusianos en el levantamiento de 1295.

Tras el fin del Gran Levantamiento, los prusianos se rebelaron contra los Caballeros en otras dos o tres ocasiones, pero no llegaron a suponer ningún peligro real para las posiciones germánicas en la zona.
En 1276, Skomantas, jefe de los sudovianos, taló con éxito tierras teutonas y al año siguiente, con ayuda lituana, atacó Kulmerland. Sin embargo, no se unieron al alzamiento ni sambianos, ni natangianos ni warmianos, por lo que la rebelión acabó fracasando y los rebeldes buscaron refugio en Lituania.
Los dos últimos intentos prusianos por librarse del yugo teutónico trataron de apoyarse en las potencias extranjeras enemigas de la Orden. El primero de ellos tuvo lugar en 1286 y contó con el apoyo del duque de Rügen, nieto de Swantopolk. Sin embargo, fracasó casi desde el principio y los bartianos y pogesanios sufrieron las consecuencias. En 1295, Vitenis, gran duque de Lituania, apoyó el levantamiento de Natangia y Sambia; los rebeldes capturaron Bartenstein y saquearon el territorio hasta llegar a Königsberg, aunque nunca representaron una seria amenaza.
La represión de este último alzamiento supuso el fin efectivo de la Cruzada Prusiana, lo que permitió a las órdenes militares concentrarse en la conquista de Samogitia y Lituania. Tras el fin de la guerra, los territorios prusianos fueron repoblados con colonos de origen alemán, que acabaron por superar y absorber a la población nativa en el siglo XVI. Se cree que la lengua prusiana desapareció a comienzos del siglo XVIII.